# Ружица (църква)
Вижте пояснителната страница за други значения на Ружица.
„Света Богородица“ или Ружица (на сръбски: Црква Ружица) е най-старата църква в Белград. Намира се в Белградската крепост. Посветена е на Ружица Балшич. По времето на средновековния български Белград е съществувал митрополитски православен храм „Успение Богородично“, но след османското завоюване на Белград (виж Обсада на Белград (1521)), старата митрополитска църква на Белградския митрополит е преустроена в джамия.

## Легенда
Църквата се намира в непосредствена близост до друга църква – „Света Петка“ и до лековит извор.

## История
След Първата световна война, на 11 октомври 1925 година в Югославия, църквата е обновена и осветена. При обновлението на входа на църквата са поставени две статуи - на цар Стефан Душан и на пехотинец от Балканските войни. Значително обновление и реставрация на църквата е извършена през 1937 година, когато е наново съградена и другата църква в съседство, която е посветена на Света Петка Българска. От 31 май 1965 година църквата е под защита на държавата.  Архив на оригинала от 2012-11-01 в Wayback Machine.